# ものわりのはしご
『ものわり の はしご また の な せいみ の てびき』（以下、『ものわりのはしご』）は、清水卯三郎により、明治7年（1874年）に刊行された化学の入門書である。「ものわり」は清水による造語で「化学」、「はしご」は階梯、つまり「手引き」の意味である。

## 概要
日本語による言文一致体を試みた最初期の文献資料のひとつであり、漢字・漢語を用いない、わかち書き・ひらがな表記の和文脈を貫いていることを特徴とする。直訳語に由来する「である」体をはじめて一般の文体に取り入れたことでも知られている。
イギリスの科学教育者であるトマス・テートが1850年に上梓した実験化学の入門書『Outlines of Experimental Chemistry; Being a Familiar Introduction to the Science of Agriculture』の訳書であり、付録として、本文に登場する化学用語など157項目を収録した「ことばのさだめ」が付け加えられている。

## 背景

### 幕末・明治期の漢字廃止論と国語国字問題
江戸期の日本において、公的な文書の多くには漢文が用いられていた。しかし、幕末以降、欧米の思想が浸透するようになると、これら漢字・漢文の必要性を疑問視する声が大きくなった。『ものわりのはしご』が刊行された明治7年（1874年）当時の日本においては、漢字を廃止し、西洋のような言文一致体を用いることこそが、国民に教育を普及させ、日本の近代化と富国強兵を実現させる手段であるとする考えが存在し、具体的な表記法をどのように改良するかという議論が盛んに行われていた。
日本語の表記に関する議論を先導したのは前島密であるといわれている。前島は慶應2年（1866年）、時の将軍である徳川慶喜に「漢字御廃止之議」を建白し、国民教育の普及のためには漢字・漢文の廃止と言文一致が必要であることを論じた。さらに、新政府発足後の明治2年（1869年）には「国文教育之儀ニ付建議」、明治5年（1872年）には「学制御施行に先ず国字改良相成度卑見内申書」を上申し、学校教育における国字の改良を訴えた。また、加藤弘之は明治2年（1869年）の『交易問答』と明治3年（1870年）の『真政大意』において、当時著者が有していた自由民権思想を民衆に広く伝えるため、口語体である「でござる」体を用いた。西周も明治7年（1874年）の『百一新論』において同様に、「でござる」体を用いた。
前島が日本語の表記法として仮名文字がふさわしいと考えたのに対し、南部義籌は、明治5年（1872年）の「文字ヲ改換スル議」で、西周は明治7年（1874年）の「洋字ヲ以テ國語ヲ書スルノ論」で、ローマ字こそが日本語の表記法としてふさわしいと論じた。また、福澤諭吉は明治6年（1873年）の『文字之教』において、将来的な漢字廃止に向けて、使用する漢字数を制限する漢字節減を説いた。

### 清水卯三郎とひらがな専用論

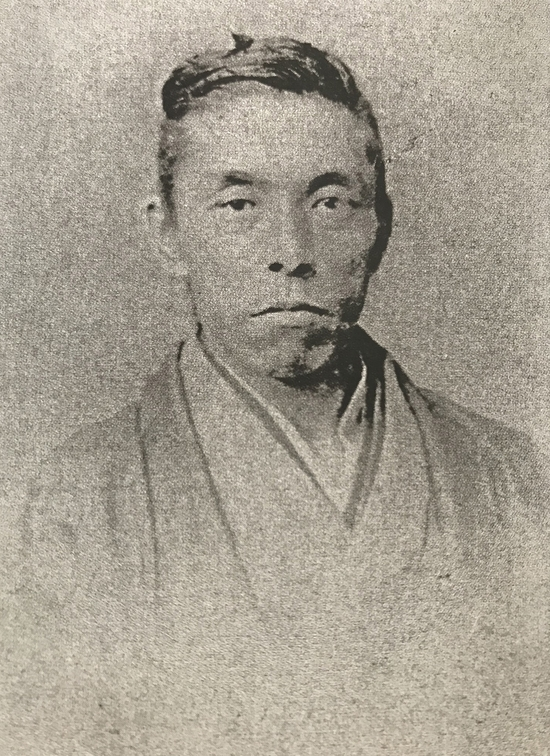
清水卯三郎

『ものわりのはしご』の翻訳者である清水卯三郎は商人で、自ら翻訳した書籍の出版業も営んでいた。文政12年（1829年）3月4日、清水は武蔵国埼玉郡の酒造業者の家に生まれ、母方の伯父である根岸友山のもとで漢学・数学・薬学を修めた。嘉永2年（1849年）、21歳で江戸にわたり、おそらくは寺門静軒のもとで漢学を、『蘭学階梯』を教科書に独学で、のち箕作秋坪に師事して、蘭学を学んだ。さらに、安政5年（1858年）、開港直後の横浜で商売をはじめた清水は、通詞・立石得十郎や、アメリカ大使・ハリスの書記官であるアントン・ポートマンなどから英語を学んだ。英語を習得した清水は万延元年（1860年）には商人用の英会話帳である『ゑんぎりしことば』を上梓したほか、文久3年（1863年）の薩英戦争に際してイギリス側通訳であるアレクサンダー・フォン・シーボルトの補佐として薩摩に向かい、帰国後には講和の斡旋をおこなった。慶應3年（1867年）にはフランスに渡り、パリ万国博覧会にて織物・漆器・錦絵・紙などを出品した。

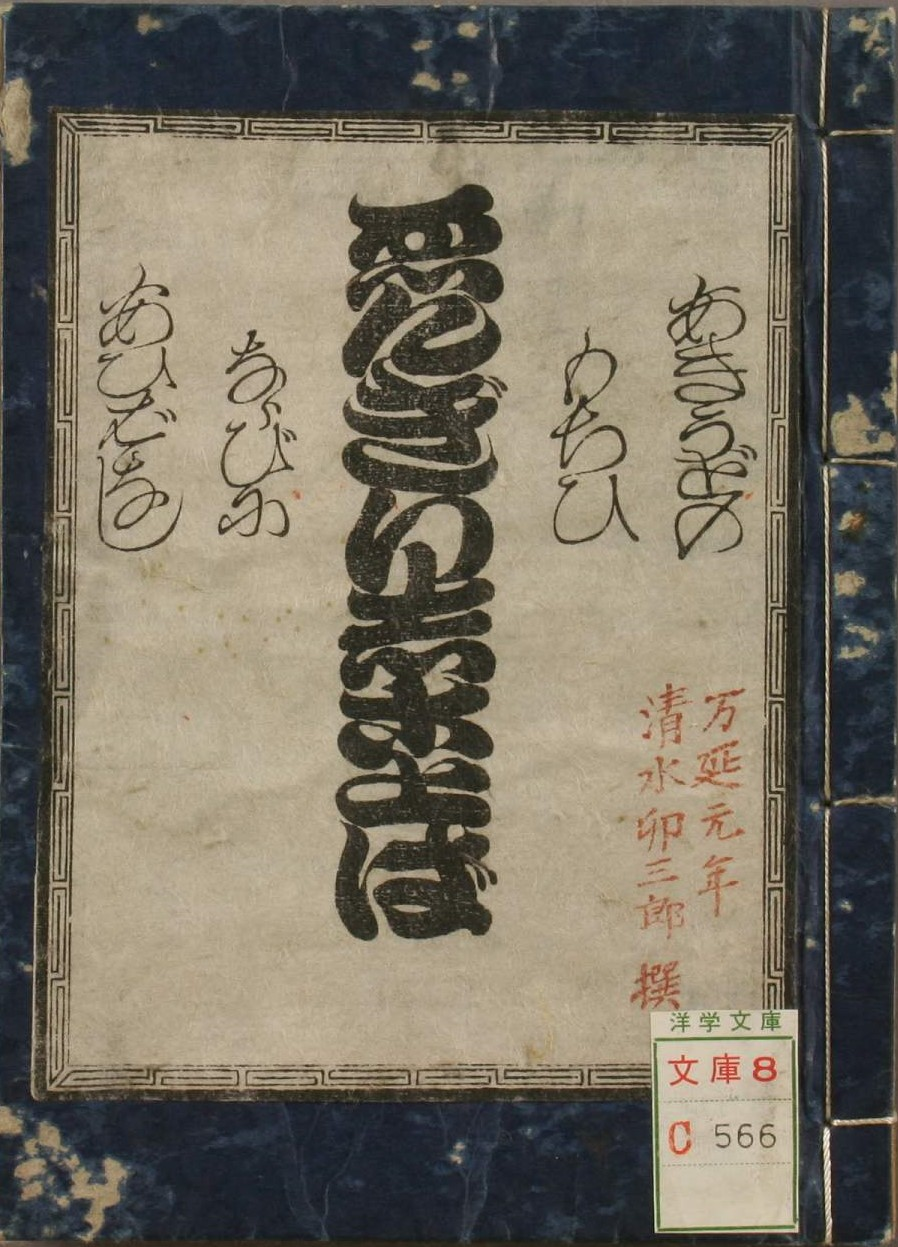
『ゑんぎりしことば』（万延元年・1860年）書影

清水は早くから民権思想を抱いており、その延長として熱心な国語改良論者でもあった。彼は前述の『ゑんぎりしことば』で早くも全文ひらがな表記を採用しているほか、明治2年（1869年）の『中外新聞』に掲載した「紀州産石炭鑒定の説」では文中の英語版百科事典の訳文に、わかち書き・ひらがなの文語体を用いている。彼は『ものわりのはしご』上梓の直後にあたる明治7年（1874年）5月、『明六雑誌』に「平仮名ノ説」と銘する論考を発表し、当時の国語国字問題において論じられていた英語採用説・ローマ字採用説・新字説を論駁して仮名専用説を唱えた。また、その中でも日常に通用しているひらがな専用こそが好ましいと論じた。同論考において清水は、「読易く、解り易く、言語一様の文章を記して、もって天下に藉き、民の知識を進ましむる」べく、ひらがな専用の口語文を提唱するとともに、その実践として『ものわりのはしご』を執筆したと述べている。清水がこのような著作の題材に化学教科書を用いた理由として、清水は自伝『わがよのき』において、薩英戦争中、英国の軍艦に乗船していたときの体験について触れている。
　夕暮れ時、私はひとりの若者が本を読んでいるのを見かけた。近づいてみると、操船術についての本である。こうした本をたくさん読み、海軍将官になろうとしているのだと言う。私は最初は嘲りほほえんでいたが、あらためて考えてみればこれは私の僻みである。イギリスの政治は日本とは異なり、学識才能さえあればどのような人でも高位を得られるものであることを勘案すれば、彼の言うことは戯言とはいえないのだ。

　また、イギリスの本は、話し言葉を仮名文字で書き連ねたのと同じようなものであるから、ABCという、日本の「いろは」のようなものを知るものであれば拾い読みでもたちまち理解でき、その文は細部までわかりやすい。たとえば、数学のようなものでも、まず数の1とはこのようなもの、2、3、4とはこのようなものであると、ひとつの数から解きほぐし、100も1000もそうした数の性質から割り出したり、掛け、加えたりすることまで細かに論じているから、教師のいないような片田舎でも、奥まった山中でも、志厚い人であれば独学ができるはずなのだ。ゆえに、知識のある人が自然に多くなるのが道理であると理解し、心はますます定まり、後にはついに、口語体・かな読みという題目で『ものわりのはしご』という化学の入門書を翻案し、執筆したのである。—清水卯三郎、『わが よ の き 上』、長井 (1970), pp. 134–135より大意を現代語訳

## 解題

### 原書『Outlines of Experimental Chemistry』と著者のトマス・テートについて

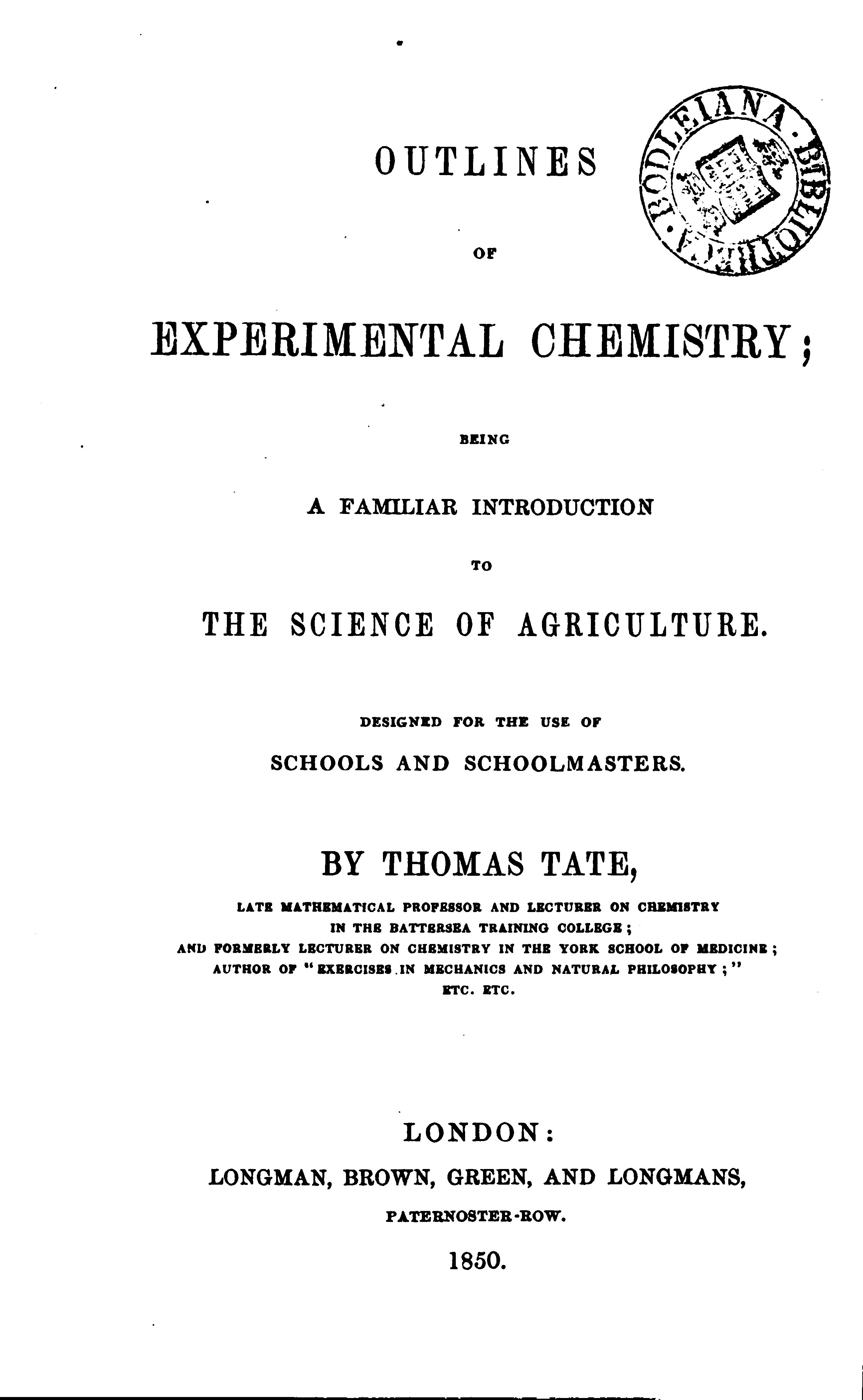
『Outlines of Experimental Chemistry』（1850年）書影

『ものわりのはしご』は、イギリスのトマス・テートにより1850年に刊行された、実験化学の入門書『Outlines of Experimental Chemistry; Being a Familiar Introduction to the Science of Agriculture』（平易な農学入門のための実験化学概要）の翻訳書である。
テートは1807年にアニックの建設業者の家に生まれ、1835年よりヨークの医学校で化学の講師を、1840年よりバタシー教員育成学校（Battersea teacher training college）で数学・科学部門の主任を勤めた。バタシー教員育成学校はジェームズ・ケイ＝シャトルワースにより設立された私立校であり、テートはここで数学・工学・図画・自然科学に関する教科書を執筆した。

テートの「一般的な事物を通して科学を解説する」というアプローチは、1850年代を通してイギリスの科学教育に影響を与えた。彼の1848年の著作である『Principles of Geometry, Mensuration, Trigonometry, Land Surveying, and Levelling』（幾何学・測定・三角法・土地測量・水平測量の原理）はヒンドゥスターニー語に翻訳されているほか、1854年の『Philosophy of Education』（教育哲学）は3版を重ねた。彼の著書で日本語に翻訳されている著作としてはほかに、本多錦吉郎による『Drawing for schools（1869年）』の邦訳である、『梯氏画学教授法（明治12年・1879年）』が存在する。

### 訳書『ものわりのはしご』の書誌

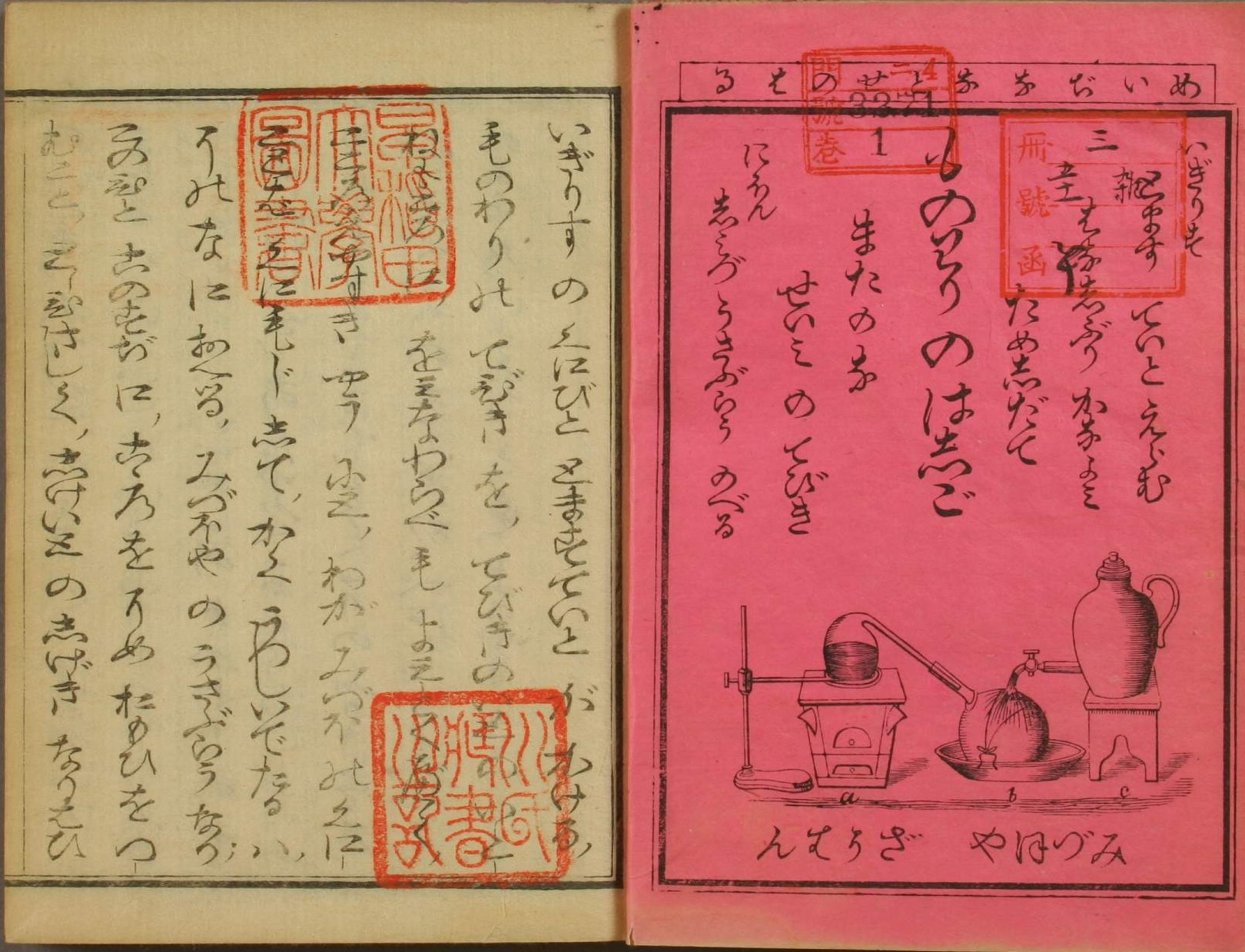
『ものわりのはしご』第1冊中表紙と横山由清による序文

清水による訳書『ものわりのはしご』は、四六判より少し小さい、16 cmの3冊組み木版本である。第1冊は序文3丁（うち清水のものが2丁、国学者・横山由清のものが1丁）、用語解説である「ことばのさだめ」7丁半、本文が1行47字前後詰め・1ページ13行書き・23丁半で構成される。第2冊は本文42丁、第3冊は本文27丁からなる。刊行年月日は第1冊見返しに「めいぢななとせのはる」、自序終わりに「二千五百三十四ねん いぬ の むづき」とあり、山本正秀は明治7年（1874年）の1月から3月頃であると推測している。版元は清水の経営する「みづほや」である。
構成は以下の通りである。

1. 横山由清による序文
2. 清水卯三郎による序文
3. 「ことばのさだめ」（用語集）
4. 本文
  1. ものわりのおほもと（化学の基本原理）
  2. せいみのほるむら（化学式）
  3. あまつほのけとみづ（空気と水）
  4. す、あこ と すやし、すぬき（酸・アルカリと酸化還元）
  5. かねもどき（非金属類）
  6. かねならびにかねのすいでもの（金属と金属酸化物）
  7. おるがにくのしな（有機化合物）

### 文体
項番号等を示すために漢数字を用いているほかは、全編においてひらがな・分ち書きが採用され、文体については漢語を極力避けた「はなしぶり（口語体）」が用いられている。
清水が『ものわりのはしご』において漢字・漢語を使用しなかった理由については、自序で以下のように論じている。同文において、清水は漢文趣味の文章の玩弄性・非民主性を批判し、口語を尊重し、ひらがなで書く平易な国文の構築を主張する。また、彼はこれまでの日本において漢字・漢文が重視されていたのは、かつてのヨーロッパでラテン語が重視されていたことと同様であり、近代化がはじまった日本においても、西欧と同じく他国の真似から開放され、自国の文字・言葉を使用する時が来ているのだと論じている。
むかし の ひと は はなし ぶり と いふ むき に かきつづりて、 よ の ひと を をしへ みちひい たれど、 からぶみ を うつす とき は やはり その ふみ の おもむきに なづみて、 おのづから そのあや を のこす、 ゆえに ちかごろ は すべて そのさま に かきうつり て、 つひ に は その ふみ ならねば いみ を つくさぬ など いふて、 からふみ を つづり、 からうた を よむ を まなひ と して、 ただ その ひと たち の もてあそび もの と なり、 いつか よ の ひと を をし へ みちびく こと を おこたり て ある、およそ この ひと に、 この ことば の ある は その ここ ろ を いひつたへ、 その さま を ときうつす あひづ で ある、 この あひづ を しるすは もじ、 すなはち いろは で ある、 され ば ひとの くちで かたらふ こと は いかなる ことも いろは で かき うつされぬ と いふ こと は なき はづ なり、なれども このこと は ようろぱ にも はやりて らてん の ふみで なければ わからぬ やう に いひとなへたことも あり といふ、 かかる こと は みな ひらけぬ よ の さまに て おのれ の くにことば を かきつづる こと を しらぬ さき に、 まつ ほかくに の ふみ を よみ ならうた こと が くせ と なりた わけで、 すこしも ふしぎな こと は ない、（中略）いま の ようろぱ の くにぐに は、 わが くに の もんと しう のごとく、 その くにことば に かきつづりて、 よ の ひと を をしへ みちびく を むね と したれ ば、 つひ に つたへ ならひて いま の よ の そろうた あやふみ と なりた もの と おもはれる、 されば わが くにびと も その ごとく その つたないも、 いやしい も かへりみず、 ただ その わ かる を むね と して、 みくに ことば に かきつづり、 おほく よ に いださば、 いつと なく なら ふ より なれて、 たれ に も よみ やすく かきやすく なる、—清水卯三郎、『ものわりのはしご』序文、斎藤 (2018), p. 279

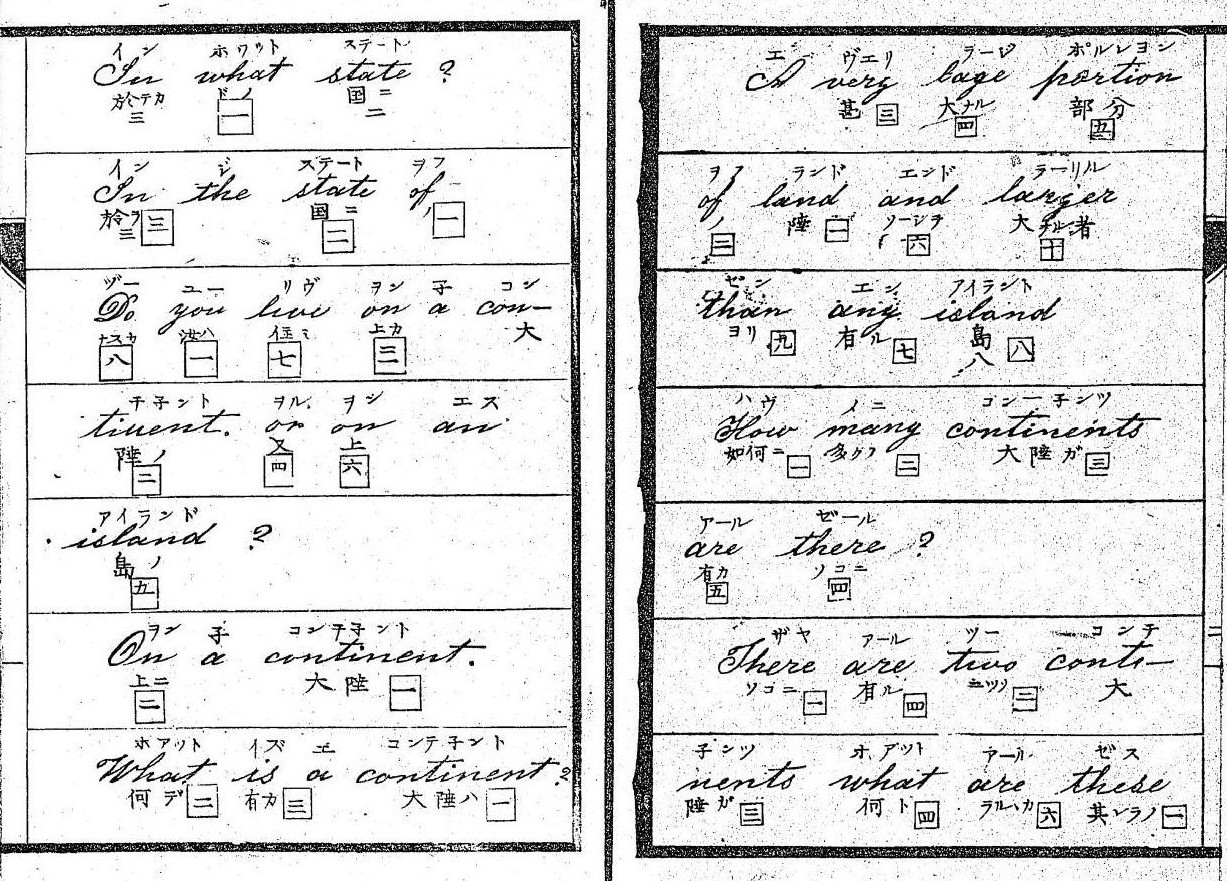
『插訳理学初歩』（1870年）。「What is a continent?」といった英文に、「何デ二 有カ_{三} 大陸ハ_{一}」といった直訳体による対訳がふられている。

同書においては、それ以前においてはオランダ語や英語の直訳文体において限定的に使われるのみであった特殊な文体、「である」体が使われた。「である」の語は、鎌倉・室町時代に「にてあり」が変化して発生したものであるが、中世末から近世においてはもっぱら縮約形である「ぢゃ」「だ」が用いられ、終止形の「である」はほとんどまったく使われなくなった（一方で、「であらう」「であつた」の形ではしばしば用いられた）。近世において、「である」は一部の漢学者や僧侶の講義口調やその俗語訳としてわずかに現れるのみの極めて特殊な語であったが、江戸時代後期の蘭学者は、オランダ語の存在動詞およびコピュラ「zijn」の直訳として「ある」を採用した関係で、過去形の「であつた」、未来形の「であらう」に対応する語彙として現在形の「である」を復活させた。たとえば文化10年（1813年）ごろに成立した蘭和辞書『ドゥーフ・ハルマ』全8巻においては一貫して「である」体が用いられている。こうした逐語文としての「である」体はオランダ語に限らず、英語・フランス語・ドイツ語といった他の西洋語の文典・リーダーにも受け継がれた。たとえば、安政6年（1859年）に中浜万次郎が刊行した英会話本『英米対話捷径』では、英語に返り点を振り、「である」体での書き下しをおこなっているほか、清水が執筆した『ゑんぎりしことば』においても「である」体が採用されている。
理学書においては、メアリー・スウィフト『First Lesson on Natural Philosophy』を中村順一郎が訳した『挿訳理学初歩』（明治3年・1870年）が同様の「である」体による逐語訳・返り点付き英文で、明治5年（1872年）には青木輔清により、原書を同じくする『理学初歩直訳』が同じく読み下し「である」体で刊行されている。また、明治6年（1873年）には魚沼正安が『窮理書直訳』を出版している。『ものわりのはしご』はこうした「である」体による翻訳書の系譜に属するものではあるものの、逐語訳体ではない常体口語訳においてこうした文体を用いるのは、同書の先駆的な試みであった。山本正秀いわく、同書は民衆への知識普及を主眼とした言文一致体の文章としては、ほとんど最初のものである。

### 訳語
『ものわりのはしご』が刊行された明治初期には、蘭学者が用いてきた、漢語による化学用語がすでに定着しつつあった。とりわけ化学用語の面で、後世に大きな影響を与えた書籍として、宇田川榕菴が執筆し、天保8年（1837年）から本人没後の弘化4年（1847年）にかけて刊行された『舎密開宗』が知られている。同書はウィリアム・ヘンリーの『Epitome of Chemistry』をオランダ語から重訳した、日本最初の化学書である。宇田川は『舎密開宗』において底本のオランダ語を構成要素に分解し、化学用語に多数の漢訳を与えた。清水も『ものわりのはしご』序文において、「うだがわ うし」の「せいみ かいそう」が日本における化学の学びの大本だと述べており、同書副題である「せいみ の てびき」も宇多川によるオランダ語「chemie」の音訳である「舎密」を念頭に置いたものである。
一方で、清水は『ものわりのはしご』において既存の漢訳を用いず、多くの化学用語を和語により翻訳し直した。同書付録の「ことばのさだめ」には、清水による化学用語の和訳157項目が収録される。清水は漢語を徹底的に避け、一般的に漢語が用いられている語彙について、和語の古語がある場合はそれを積極的に再生させた。「ふぐふぐし（肺）」、「むらと（腎臓）」、「ゆばり（尿）」、「ゆばりぶくろ（膀胱）」などがそうである。また、既存の和語の意味も積極的に拡張し、たとえば「しほ」に化学用語としての塩、「はたらき」に物質の化学変化という意味をもたせた。また、性質をあらわす「…だち」、物質をあらわす「…もの」といった独自の接尾語を作成し、「あこだち（灰汁の性質、アルカリ性）」、「しかけだち（人為的に手を加えていること）」、「ひとへのもの（単体）」、「まじろひもの（化合物）」「こりもの（固体）」「しるもの（液体）」といった造語をおこなった。また、既存の和語を組み合わせた造語もおこなった。「しながたち（化学式）」、「とけきはみ（飽和）」、「すぬき（酸化）」、「すやし（還元）」などがそうである。
清水は、元素を「おおね（すなわち大根、すべての根源の意味）」と訳し、それ以外の元素についても原則末尾が「ね」で終わるように翻訳した。たとえば酸素は「すいね」、窒素は「むせびね」、水素は「みずね」、炭素は「すみね」である。また、金属元素については「金」の語末が「ね」であることを利用し、鉄は「くろがね」、銅は「あかがね」、水銀は「みづかね」と、旧来の名前を利用した。また、ヨーロッパ語の元素名のうち「ね」をつけて不自然でないものについては「まんがね（マンガン）」、「あんちもね（アンチモン）」、「ころむね（クロム）」などと名付けた。松本は、清水の考案した接尾辞である「ね」が、オランダ語「stof」および宇田川による訳語「素」と対応していることを指摘し、清水の和訳は英書の邦訳でありながら、蘭学で培われた漢語訳の手法を和語に適用しつつ、脱漢文脈化をはかるものであると論じている。しかし、清水はすべての元素に「ね」をつけたわけではなく、「いわう（硫黄）」、「とたん（亜鉛）」、「なまり（鉛）」、「にくける（ニッケル）」、「ちゅんぐすでん（タングステン）」などにはそのままの名称を使ったほか、当時の日本ではほとんど知られていなかった新元素についても、「てるりうむ（テルル）」、「せれにうむ（セレン）」、「りぢうむ（リチウム）」などと音訳をあてるのみに済ませた。また、それぞれの「おおね」には元素記号である「かしらな」がつけられた。たとえば「いわう」のかしらなは「い」、「すいね」のかしらなは「す」である。
また、清水は和語による分析的な「まじろひもの」の命名法も考案した。清水は漢語の「化」に相当する語として「で」をあて、たとえば酸化鉄（FeO）を「すいでのくろがね」、硫化鉄（FeS）を「いわうでのくろがね」と呼んだ。また、清水は酸化物の酸素の数をあらわす接頭語として「ひとへ・ふたへ・みへ」を使うことを考案した。たとえば、一酸化窒素（NO）は「ひとへすいでのむせびね」、二酸化窒素（NO2）は「ふたへすいでのむせびね」である。また、「かしらな」による「しながたち」も整備された。たとえば、「いわうのす」こと硫酸（SO3）のしながたちは「い+す三」ないし「いす三」である。

## 影響

### その後の清水卯三郎と国語国字運動

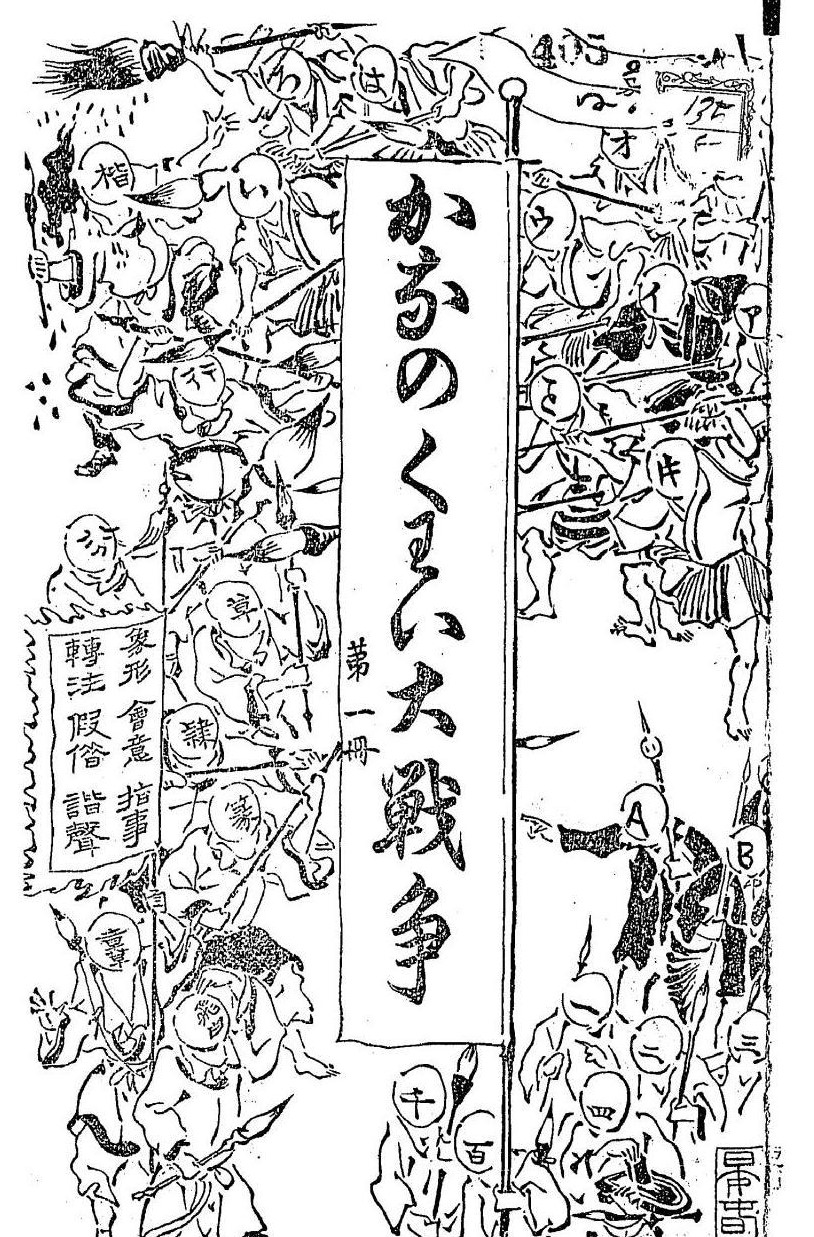
『かなのくわい大戦争』扉絵。漢字・ひらがな・カタカナが相争っている。

清水はその後もかな文字運動に関与し続けた。明治15年（1882年）には吉原重俊らの主宰する「かなのとも」に参加する。同団体の会報である「かなのみちびき」の版元は清水の経営する瑞穂屋であり、誌中にも編集の大槻文彦・物集高見とともに世話係として名前を載せている。翌年の明治16年（1883年）、「かなのとも」は「いろはくわい」「いろはぶんくわい」と合併し、「かなのくわい」となるが、清水はこの組織の結成にもかかわった。明治22年（1889年）には「かなのくわい」の本部直属会員は3860人、地方支部の会員をあわせると1万人を上回るほどの規模となった。清水は大槻文彦『かなのくわい大戦争』（明治16年・1883年）や、物集高見『ことばのはやし』（明治20年・1887年）などの版元となったほか、「かなのくわい」誌にも時折かな文を寄稿した。一方で、その後清水が発表した文章のなかには、言文一致に関するものないし言文一致体で書かれたものはみられない。清水は明治43年（1910年）に没したが、その墓標は「しみづ うさぶらう の はか」と、ひらがな・わかち書き文で綴られている。
漢語の同音異義語を区別できる利点、あるいは漢字に付与された権威、日本語に漢字があたえた影響の深さなどから、その後の日本語においても、漢字の完廃が実現することはなかった。しかし、民間に巻き起こされた国語改良運動は政府の関与するところとなり、漢字節減運動は一定の成果をのこすこととなった。集議院議長・近衛篤麿は明治31年（1898年）に「国字国語国文ノ改良ニ関スル件」を提出し、日本政府に「錯雑粉乱不規律不統一ナル文字言語」を改良するための調査機関を設立すべく求めた。明治35年（1902年）には国語調査機関として、加藤弘之を委員長、上田万年を主事とする国語調査委員会が設立され、「漢字要覧」をはじめとする国字改良のための様々な資料がつくられた。同委員会は大正2年（1913年）に廃止されるも、大正10年（1921年）には新しく臨時国語調査会が発足する。同委員会は大正11年（1922年）に1963字からなる「常用漢字表」を制定する。関東大震災後の大正14年（1925年）には東京朝日新聞や読売新聞をはじめとする主要新聞社が常用漢字表にもとづく用字制限をおこなう旨を発表した。
一方で、清水が『ものわりのはしご』で志した「である」体による言文一致は、その後浸透していくこととなる。文芸上では嵯峨の屋おむろ『薄命の鈴子』（明治21年・1888年）や山田美妙『戸隠山紀行』（明治23年・1890年）が最初期の「である」体採用例であり、尾崎紅葉『二人女房』（明治24年・1891年）『多情多恨』（明治29年・1896年）、二葉亭四迷『片恋』（明治29年・1896年）『うき草』（明治30年・1897年）を介して一般的なものとなっていった。明治30年代すぎには言文一致体小説のほとんどすべてが「である」体を採用するようになり、明治40年代の自然主義文学運動を通して近代口語文体の文末辞法は「である」体に統一された。また、文部省が明治36年（1903年）に発行した『尋常小学読本』以後の国定小学教科書の口語文において、敬体の「です」体とともに常体の「である」体が採用されたことも、「である」の普及に影響した。

### 評価
後世において、『ものわりのはしご』は主に国語史の側面から評価されている。先述した通り、山本正秀は同書を民衆への知識普及を主眼とした言文一致体の文章として、あるいは近代語において、通常の文章に「である」体を取り入れた最初期の取り組みと論じている。また、和製漢語が氾濫する当時の状況下で、和語による西洋語彙の翻訳を試みた清水の取り組みについて、「作り過ぎのきらいはあるが、もし清水のような心づかいを他の当時の洋学者一般がしていたなら、近代日本語の単語は、もっとやさしくわかりやすいものになっていたことであろう」と好意的に評価している。また、松本隆も、清水による化学用語の和訳を、「過去の言語遺産を継承しつつ過去からの脱皮を目指した実験的な翻訳作品」であると評価している。
他方、化学の分野においては『ものわりのはしご』は影響力をほとんどもたなかった。当時の化学の基礎文献は、もっぱら宇田川榕菴による『舎密開宗』であり、清水の造語が現代日本語にまったく継承されなかった一方で、宇田川の訳語には現代語話者にとっても馴染み深いものが数多く残っている。